# Лисичанский желатиновый завод
Лисичанский желатиновый завод — предприятие в городе Лисичанск Луганской области Украины.

## История
Лисичанский клеевой завод был построен в соответствии с восьмым пятилетним планом развития народного хозяйства СССР и введён в эксплуатацию в 1968 году как предприятие союзного значения, находившееся в ведении  объединения «Союзклейжелатинпром» министерства мясной и молочной промышленности СССР. В 1976 году завод освоил производство гранулированного клея.
В декабре 1978 года на заводе был введён в эксплуатацию желатиновый цех и в связи с тем, что основной продукцией завода стал желатин, предприятие было переименовано в Лисичанский желатиновый завод.
В 1982 году был введён в эксплуатацию цех по выпуску казеината натрия, и в 1983 году завод начал выпуск фасованного пищевого желатина, а в январе 1989 года - сухого фруктового желе.
В 1990 году началось строительство цеха для производства противокариесного препарата «Ремодент» (в мае 1993 года он был введён в эксплуатацию и в июне 1993 года завод начал выпуск препарата).
В целом, в советское время завод входил в число ведущих предприятий города.
В мае 1995 года Кабинет министров Украины утвердил решение о приватизации желатинового завода, в дальнейшем государственное предприятие было преобразовано в открытое акционерное общество.
По состоянию на начало 2010 года желатиновый завод по-прежнему входил в число крупнейших действующих промышленных предприятий города.
В 2011 году завод был реорганизован в публичное акционерное общество.
До 2014 года 70% сырья завод закупал в России, но после начала боевых действий весной 2014 года закупки сырья в России были запрещены и завод переориентировался на местное сырьё, однако после вспышки африканской чумы свиней в январе 2017 года положение предприятия осложнилось.
13 апреля 2019 года в цеху по производству костного клея Лисичанского желатинового завода при запуске технологического оборудования произошёл взрыв, в результате была разрушена стена здания и погибла работница предприятия.

## Деятельность
Завод производит костный полуфабрикат, костный клей, желатин, технический жир, казеинат натрия, казеиновый клей, мездровый клей, золу .